# 고속 카메라
고속 카메라 또는 하이스피드 카메라(High-speed camera)는 1/1,000초 미만의 노출 또는 250fps를 초과하는 프레임 레이트로 동영상을 캡처할 수 있는 장치이다. 빠르게 움직이는 물체를 사진 이미지로 저장 매체에 기록하는 데 사용된다. 녹화 후 미디어에 저장된 이미지를 슬로 모션으로 재생할 수 있다. 초기 고속 카메라는 필름을 사용하여 고속 이벤트를 기록했지만 이미지 센서(예: CCD(전하결합소자) 또는 ASP(액티브 픽셀 센서) 등)를 사용하는 완전한 전자 장치로 대체되었다. , DRAM에 1,000fps 이상으로 천천히 재생하여 일시적인 현상에 대한 과학적 연구를 위한 동작을 연구한다.

## 개요
고속 카메라는 다음과 같이 분류될 수 있다.
1. 영상으로 기록하는 초고속 필름카메라
2. 전자 메모리에 기록하는 고속 비디오 카메라
3. 여러 이미지 평면 또는 동일한 이미지 평면의 여러 위치(일반적으로 필름 또는 CCD 카메라 네트워크)에 이미지를 기록하는 고속 프레이밍 카메라
4. 일련의 라인 크기 이미지를 필름이나 전자 메모리에 기록하는 고속 줄무늬(streak) 카메라

## 텔레비전에서의 사용
- 호기심 해결사(MythBusters) 쇼에서는 속도나 높이를 측정하기 위해 고속 카메라를 사용하는 것이 두드러진다.
- 타임 워프(Time Warp)는 일반적으로 육안으로 볼 수 없을 만큼 빠른 사물의 속도를 늦추기 위해 고속 카메라를 사용하는 데 중점을 두었다.
- 고속 카메라는 국제 크리켓 경기와 같이 일반 슬로 모션이 충분히 느리지 않을 때 슬로 모션 즉시 재생을 위해 많은 주요 스포츠 이벤트의 TV 제작에 자주 사용된다.

## 전쟁에서의 사용
1950년 애버딘 시험장의 미 육군 물리학자 모턴 술타노프(Morton Sultanoff)는 100만분의 1초의 프레임을 촬영하고 작은 폭발의 충격파를 기록할 수 있을 만큼 빠른 초고속 카메라를 발명했다. 고속 디지털 카메라는 다양한 무기 시스템 개발을 포함하여 공중에서 투하된 지뢰가 해안 근처 지역에 어떻게 배치되는지 연구하는 데 사용되었다. 2005년에는 1500fps로 녹화하는 4메가픽셀 해상도의 고속 디지털 카메라가 탄도 요격을 포착하는 테스트 범위의 추적 마운트에 사용되는 35mm 및 70mm 고속 필름 카메라를 대체했다.

## 같이 보기
- 고프레임률
- 슬로 모션